# Hafei Lobo
Lobo é um automóvel compacto da empresa Hafei de origem da China. Seu chassis vem da empresa britânica Lotus.